# Maryville (Missouri)
Maryville – miasto w Stanach Zjednoczonych, w stanie Missouri, w hrabstwie Nodaway.